# Понтска краљевина
Понтска краљевина или Понтско царство је била хеленистичка држава смештена на јужној обали Црног мора. Основао ју је године 291. п. н. е. Митридат I, персијски племић и потомак ахеменидских гувернера, а трајала је све до освајања од стране Римске републике године 63. п. н. е. Упркос томе што су владари били Персијанци, Понт се сматрао хеленистичком државом због снажног културног и политичког утицаја грчких колонија на обали Црног мора, односно суседних хеленистичких држава. Краљевина је свој врхунац имала под Митридатом VI Великим који је успео освојити Колхиду, Кападокију, Битинију, Малу Јерменију, грчке колоније на Таурском Херзону, те, накратко, и римску провинцију Азију. Након дуготрајне борбе с Римом у Митридатским ратовима, Понт је поражен при чему је западни део анектиран у провинцију Битинија и Понт, а источни део неко време постојао као римска клијентска држава.